# كريس طومسون
كريس طومسون (بالإنجليزية: Chris Thompson) هو منافس ألعاب قوى بريطاني، ولد في 17 أبريل 1981 في بارو إن فورنيس في المملكة المتحدة.

## وصلات خارجية
- كريس طومسون على موقع الاتحاد الدولي لألعاب القوى (الإنجليزية)
- كريس طومسون على موقع اللجنة الأولمبية الدولية (الإنجليزية)
- كريس طومسون على موقع أوليمبيديا (الإنجليزية)
- كريس طومسون على موقع اللجنة الأولمبية البريطانية (الإنجليزية)
- كريس طومسون على موقع اتحاد ألعاب الكومنولث (مؤرشف) (الإنجليزية)